# Брегала (Империја)
Брегала је насеље у Италији у округу Империја, региону Лигурија.
Према процени из 2011. у насељу је живело 18 становника. Насеље се налази на надморској висини од 874 м.